# Willy Clever
Willy Clever (* 22. August 1905 in Elberfeld, Deutsches Reich; † Dezember 1969) war ein deutscher Schauspieler und Drehbuchautor.

## Leben
Clever begann seine Laufbahn beim ausgehenden Stummfilm als Schauspieler und trat bis 1933 mit kleinen und mittelgroßen Rollen vor die Kamera. Noch im selben Jahr 1933 holte ihn Arnold Fanck als einen von zwei Regieassistenten bei dem Bergsteigerdrama Der ewige Traum zu sich. Kurz zuvor hatte sich Clever auch als Kurzfilmregisseur versucht. Nach der Produktionsleitung bei einem NS-Werbefilm für die Fliegerei mit Ernst Udet Mitte der 1930er Jahre begann Willy Clever ab 1938 Drehbücher zu verfassen. Das Gros seiner Manuskripte ist wenig bemerkenswert, lediglich seine 1942 zusammen mit Helmut Käutner verfasste Vorlage zu der meisterlichen Maupassant-Verfilmung Romanze in Moll fiel bemerkenswert aus und brachte Clever einige Anerkennung.

## Filmografie
als Schauspieler
- 1929: Frühlingserwachen
- 1929: Revolte im Erziehungshaus
- 1929: Der Mann im Dunkel
- 1930: Zeugen gesucht
- 1932: Die Wasserteufel von Hieflau
- 1932: Ballhaus Goldener Engel
- 1932: Husarenliebe
- 1933: Die kalte Mamsell
- 1933: Mit Vollgas ins Glück (Kurzfilm, auch Regie)

als Produktionsleiter
- 1935: Wunder des Fliegens

als Drehbuchautor
- 1938: Eine Nacht im Mai
- 1941: Sein Sohn
- 1942: Meine Frau Teresa
- 1942: Romanze in Moll
- 1943: Liebespremiere
- 1943: Ich werde dich auf Händen tragen
- 1951: Heidelberger Romanze
- 1960: Und sowas nennt sich Leben